# おいしいプロポーズ
『おいしいプロポーズ』は、2006年4月23日より6月25日まで毎週日曜日21:00 - 21:54に、TBS系列の「日曜劇場」枠で放送されていた日本のテレビドラマ。主演は長谷川京子。
長谷川は今作がテレビドラマ初主演となった。

## あらすじ
イタリアで修業を積み、周囲からは「口は悪いが腕はいい」と言われるイタリアンの女性シェフ・白石鈴子（長谷川京子）。兄の借金のために取り上げられた亡き父の洋食店に代わり、もう一度自分の店を持ちたいとお金を貯めるためイタリアンレストランで雇われシェフをしている。
働いているレストランが大手外食産業に買収され、社長の御曹司・葛城春樹（小出恵介）が経営に乗り込んでくる。そんなヤングセレブと対立しながらも、いつしか恋に発展していく…。おしゃれで活気あるイタリアンレストランを舞台に、年上の雇われ女性シェフと、年下の経営者が繰り広げるラブコメディー。
彼女のポリシーは「おいしい料理はお金では作れない。料理人は心で作るもの。」というシェフだった亡き父の言葉…。

## 登場人物

### トラットリア・バンビーナ
白石鈴子（しらいし すずこ）
演 - 長谷川京子
イタリアンレストランの雇われシェフ。28歳。高校卒業後、料理の修業をするため一人イタリアに渡る。父親が残した洋食屋を継ごうと考えていたが、兄の借金のために銀行に取り上げられる。性格はさばけており、大胆な一面もある。
葛城春樹（かつらぎ はるき）
演 - 小出恵介
大手外食産業・葛城グループの御曹司で、「トラットリア・バンビーナ」の新オーナー。24歳。大学卒業後、父親の企業に就職し常務に抜擢される。後継者だった長兄が不慮の事故で亡くなったため、葛城グループの後継者になる。
大河内民雄（おおこうち たみお）
演 - 西村雅彦
「トラットリア・バンビーナ」のホールマネージャー。43歳。ソムリエでもあり、レストランの最年長者としてスタッフの皆をまとめている。 オーナーが代わったことで自分たちがリストラされるのではと心配している。
柏木マキ（かしわぎ マキ）
演 - 小池栄子
「トラットリア・バンビーナ」のウェイトレス。28歳。鈴子とは高校以来の良き友人であり、同僚かつ同居人。前のシェフが急に辞めたため、鈴子を店に紹介した。
桑原裕介（くわばら ゆうすけ）
演 - 天野浩成
「トラットリア・バンビーナ」の副料理長。27歳。名門調理学校出身の優等生で、秀才タイプ。
藤田翔（ふじた しょう）
演 - 大東俊介
「トラットリア・バンビーナ」のコック。20歳。調理学校を出たばかりの新米。
メアリー富田（メアリー とみた）
演 - 石田未来
「トラットリア・バンビーナ」のウェイトレス。18歳。片親がアメリカ人であるハーフで、中学生の時日本に移る。
片瀬未来（かたせ みく）
演 - 清水由紀
「トラットリア・バンビーナ」のウェイトレス。20歳。おしゃべり好きで、セレブ好き。

### 葛城グループ
葛城道造（かつらぎ みちぞう）
演 - 橋爪功
春樹の父親で、葛城グループの会長。62歳。「金と数字はみんなの共通語。一番わかりやすい物差しだ」を信条に次々と事業を拡大しているツワモノ。
葛城房栄（かつらぎ ふさえ）
演 - 高林由紀子
大河内孝信（おおかわち たかのぶ）
演 - 石井正則
春樹の秘書兼お目付け役。33歳。職務に忠実で融通が利かない。
社長秘書
演 - 大門真紀
葛城コンツェルンの社長秘書。27歳。

### その他
島崎沙織（しまざき さおり）
演 - 小林麻央
春樹の亡き兄・修一の元フィアンセ。26歳。ジュエリーデザイナー。春樹とは時々食事をしたりとフランクな付き合いをしている。
浅倉ミチル（あさくら ミチル）
演 - サエコ
名門女子大の女子大生。19歳。葛城グループの筆頭株主である浅倉家の一人娘。春樹とは幼馴染み。何かにつけて春樹にまとわりついてトラブルを起こす。
藤森拓海（ふじもり たくみ）
演 - 小澤征悦
鈴子の元彼。31歳。優秀な銀行マン。鈴子の兄が実家の洋食屋を売却した時の担当者。
白石徹（しらいし とおる）
演 - 天野ひろゆき
鈴子より6歳上の兄。人はいいのだが、仕事の才はまったくなし。バツイチ。
白石ちはる（しらいし ちはる）
演 - 黒田凜
徹の一人娘。9歳。母親は、借金ばかり作る夫に愛想を尽かして出て行く。父親から叔母のもとへ預けられ、彼女と同居する。
日野原（ひのはら）
演 - 平岳大
- 酒井彩名
- 掛田誠
- 武発史郎
- 高橋慶子
- 中丸新将
- 元井須美子
- 石塚義之

※特別コマーシャル出演者
- 小林麻耶（TBSアナウンサー・当時）
- 青木裕子（TBSアナウンサー・当時）

## スタッフ
- 脚本 - 小松江里子
- 音楽 - 大島ミチル
- 演出 - 清弘誠、加藤新、山室大輔、吉田健、高津泰行
- 主題歌 - 伴都美子「Flower」(avex trax）
- 技術 - 田中文夫
- 撮影 - 髙越潤
- 音声 - 冨田健吾
- 選曲 - 御園雅也
- 照明 - 宇野岳人
- 映像 - 宮本民雄
- 音響効果 - 田久保貴昭
- 編集 - 松尾茂樹
- プロデューサー - 伊藤一尋
- 制作 - TBSテレビ
- 製作著作 - TBS

## 放送日程
| 各話                                                       | 放送日  | サブタイトル                   | 演出     | 視聴率 |
| ---------------------------------------------------------- | ------- | ------------------------------ | -------- | ------ |
| 第1話                                                      | 4月23日 | 運命の恋人と最悪の出会い       | 清弘誠   | 14.1%  |
| 第2話                                                      | 4月30日 | シンデレラの条件               | 清弘誠   | 12.6%  |
| 第3話                                                      | 5月07日 | バンビの誘惑                   | 加藤新   | 12.4%  |
| 第4話                                                      | 5月14日 | 片思いのスープ                 | 山室大輔 | 11.4%  |
| 第5話                                                      | 5月21日 | あなた、彼女のことが好きになる | 清弘誠   | 11.2%  |
| 第6話                                                      | 5月28日 | 予期せぬ三角関係               | 加藤新   | 13.5%  |
| 第7話                                                      | 6月04日 | 突然のキス                     | 吉田健   | 10.9%  |
| 第8話                                                      | 6月11日 | 恋に落ちるなんて               | 加藤新   | 11.0%  |
| 第9話                                                      | 6月18日 | 別れの予感                     | 高津泰行 | 12.9%  |
| 最終話                                                     | 6月25日 | あなただけを愛してる           | 加藤新   | 10.2%  |
| 平均視聴率 12.0%（視聴率は関東地区・ビデオリサーチ社調べ） |         |                                |          |        |

## 関連商品

### Blu-ray・DVD
- おいしいプロポーズ DVD-BOX ビクターエンタテインメントより2006年8月25日発売。全5枚組ボックスセット、価格19,950円。リージョン2。

### サウンドトラック
- ドラマ「おいしいプロポーズ」オリジナル・サウンドトラック 2006年6月7日発売、avex trax

### 書籍
- 小松江里子 脚本・ノベライズ『おいしいプロポーズ 』 ソニー・マガジンズ、2006年6月15日発売、ISBN 4-7897-2890-0

## 補足
- 山陰放送では2006年6月18日に「2006 FIFAワールドカップ・F組「日本×クロアチア」を放送したため同時ネットを休止。次週の午後2時に振り替えで放送を行い、本放送を合わせてこの日は2本分を放送した。
- ドラマ自体には小林麻央が出演していたが、CMにはその姉で当時TBSアナウンサーだった小林麻耶が出演し、後輩で当時TBSアナウンサーだった青木裕子も出演していた。
- 2001年に放送された同名の韓国ドラマ「おいしいプロポーズ」とは別の作品である。